# Charlie Austin
Charles "Charlie" Austin (Hungerford, Anglia, 1989. július 5. –) angol labdarúgó, a Swindon Townban játszik, csatárként.

## Pályafutása

### Kezdeti évek
Austin a Reading ifiakadémiájának tagja volt, de 15 éves korában kis termete miatt eltanácsolták. Ezután a Kintbury Rangersben, majd szülővárosa csapatában, a Hungerford Townban játszott. 2008-ban rövid időre a Thatcham Town játékosa lett, de távozott még mielőtt egy mérkőzést is játszott volna ott. Családjával Bournemouth-ba költözött, ahol a félprofi Poole Townban kezdett el játszani és mellette kőművesként dolgozott. A 2009/10-es szezon felkészülési időszakában próbajátékon volt a negyedosztályú Bournemouth-nál. Bár Eddie Howe menedzser szívesen látta volna a csapatban, az átigazolás nem jöhetett létre a csapatra kirótt átigazolási tilalom miatt.

### Swindon Town
2009 szeptemberében próbajátékra hívta a Swindon Town, miután a klub egyik játékosmegfigyelője felfigyelt Austin teljesítményére a Poole Townban. Első próbameccsén mesterhármast szerzett a tartalékcsapatban, a Swansea City ellen, ami után a csapat azonnal leigazolta, ismeretlen összeg ellenében, a szezon végéig szerződve vele. Október 6-án, egy Exeter City elleni Football League Trophy-mérkőzésen debütált, a 88. percben csereként beállva. A bajnokságban október 24-én, a Norwich City ellen mutatkozott be, az utolsó 20 percre beállva. November 21-én, a Carlisle United otthonában kapott először lehetőséget kezdőként, és gólt is szerzett. Három nappal később, a Huddersfield Town elleni hazai mérkőzésen ismét betalált, győztes gólt szerezve.
Miután sikeres párost alkotott Billy Paynterrel és kezdőként lejátszott tizenegy meccsén tíz gólt szerzett, 2010 februárjában új, két és fél évre szóló szerződést kapott a Swindontól. Csapata bejutott a harmadosztály rájátszásába, ahol az elődöntő első meccsén, a Charlton Athletic ellen gólt szerzett. A második mérkőzésen a Swindon Town büntetőpárbajban jutott a döntőbe, ahol Austin is értékesítette a maga tizenegyesét. Csapata végül 1-0-ra kikapott a Wembleyben rendezett fináléban. Austinnak lehetősége nyílt az egyenlítésre, de a mellé ment a lövése, miután a labda megpattant a pálya egyenetlen talaján.
Bár 2010 szeptemberében vállficamot szenvedett, első 27 meccsén 17 gólt szerzett a 2010/11-es szezonban. Jó formája miatt több másodosztályú csapat is ajánlatot tett érte a januári átigazolási időszak elején, de csapata mindegyiket elutasította. Austin csalódottságát fejezte ki a Swindon döntése miatt és kérvényezte átadólistára helyezését, hogy lehetősége legyen magasabb szinten játszani. Egy héten belül csapata meg is egyezett az Ipswich Townnal, de Austin végül a Burnleyt választotta.

### Burnley
2011. január 28-án a Burnley ismeretlen összeg ellenében leigazolta Austint, aki három és fél évre írt alá a klubbal. Február 1-jén, a Doncaster Rovers ellen mutatkozott be. 2012. október 23-án két gólt szerzett a Bristol City 4-3-as legyőzése során, amivel beállította Ray Pointer klubrekordját, aki az 1958/59-es szezonban nyolc egymást követő meccsen eredményes volt. Két héttel később, november 6-án újabb klubrekordot döntött meg, amikor szezonbeli 17. mérkőzésén megszerezte 20. gólját. A korábbi rekordtartónak, Brent Freemannek 19 mérkőzésre volt szüksége 20 találat eléréséhez az 1911/12-es idényben. 2013. július 8-án a Burnley elfogadta a Premier League-ben szereplő Hull City ajánlatát Austinért, de egy nappal később megbukott az orvosi vizsgálatokon, így nem jöhetett létre az üzlet.

### Queens Park Rangers
A Queens Park Rangers 2013. augusztus 1-jén leigazolta Austint, három évre szóló szerződést kötve vele. Öt nappal később, egy Exeter City elleni Ligakupa-meccsen szerezte első gólját új csapatában. A bajnokságban szeptember 14-én, egy Birmingham City elleni hazai mérkőzésen volt először eredményes. Október 5-én két gólt is szerzett a Barnsley elleni bajnokin. A szezon végén a QPR bejutott a rájátszásába, ahol fontos gólt szerzett a Wigan Athletic elleni elődöntőben, 2014. május 12-én. Csapata végül bejutott a döntőbe, melyet meg is nyert, így feljutva a Premier League-be.
December 6-án gólt szerzett korábbi csapata, a Burnley ellen, de később kiállították, miután két sárga lapot is begyűjtött. Két héttel később megszerezte első mesterhármasát a Premier League-ben, a West Bromwich Albion ellen. 2014 decemberében megválasztották a hónap játékosának a bajnokságban, miután öt meccsen ötször volt eredményes. 2015. május 24-én, a Leicester City elleni utolsó fordulóban gólt szerzett, 18 bajnoki találattal zárva a szezont, amivel a góllövőlista 4. helyén végzett.

### Southampton
2016. január 16-án Austin visszatért a Premier League-be, miután négy és fél évre aláírt a Southamptonhoz. A klub 4 millió fontot fizetett érte. Egy héttel később, a Manchester United ellen mutatkozott be. A második félidőben állt be és győztes gólt szerzett. A 2016/17-es évadban első két gólját szeptember 15-én, egy Sparta Praha elleni Európa-liga-meccsen szerezte, majd egy héten belül négyszer is betalált, a Swansea City és a Crystal Palace ellen. Szeptember 25-én, a West Ham United ellen kezdőként kapott lehetőséget, a mérkőzésen góllal és gólpasszal járult hozzá a 3-0-s győzelemhez.

### West Bromwich Albion
2019. augusztus 8-án az angol másodosztályban szereplő West Bromwich Albion igazolta le két évre kölcsönbe.

### A válogatottban
2015. május 21-én meghívót kapott az angol válogatottba, egy Írország elleni barátságos meccsre és egy Szlovénia elleni Eb-selejtezőre. A döntésben jó formája mellett az is közrejátszott, hogy a válogatott több fiatal csatára a 2015-ös U21-es Eb-n való szereplés miatt nem állt a csapat rendelkezésére. Végül egyik mérkőzésen sem kapott lehetőséget.

## Magánélete
Austinnak 2012 augusztusában lánya született barátnőjétől, Bianca Parkertől. A játékost 2013-ban bűnösnek találták testi sértés vádjában, miután megütött egy férfit, aki azt állította, hogy kábítószert fogyasztott egy swindoni szórakozóhely mellékhelyiségében. 1800 fontos bírságot szabtak ki rá és az 1320 fontos eljárási díjat is neki kellett megfizetnie.

## Külső hivatkozások
- Charlie Austin pályafutásának statisztikái a Soccerbase oldalon (angolul)